# Arkys varians
Arkys varians là một loài nhện trong họ Araneidae.
Loài này thuộc chi Arkys. Arkys varians được miêu tả năm 1978 bởi Balogh.